# Maximilian Herberger
Maximilian Herberger (* 25. November 1946 in Marburg) ist ein deutscher Rechtswissenschaftler.

## Leben
Seine beiden juristischen Staatsexamen legte er 1974 und 1979 ab. Im Jahr 1982 folgte die Promotion zum Dr. jur. über Normstruktur und Normklarheit an der Universität Frankfurt am Main, im Jahr 1983 die Habilitation über Dogmatik. Die Lehrberechtigung wurde ihm für die Fächer Bürgerliches Recht, Rechtsgeschichte und Rechtstheorie verliehen.
Maximilian Herberger hat in Mainz, Frankfurt, Montpellier, Berkeley, Münster, Osnabrück und Berlin gelehrt. Seit dem Jahr 1988 hatte er einen Lehrstuhl an der Universität des Saarlandes inne. Sein Fachgebiet ist die Rechtsinformatik, seine Arbeitsschwerpunkte liegen unter anderem in den Bereichen Internetrecht, EDV-Sicherheit und E-Learning. 
Maximilian Herberger war einer der Direktoren des Instituts für Rechtsinformatik. Er ist der Ehrenvorsitzende des Vereins Deutscher EDV-Gerichtstag e. V. und war der Vorsitzende des inzwischen aufgelösten Sachverständigenrats von juris. Er war Aufsichtsratsvorsitzender der Europäischen EDV-Akademie des Rechts gGmbH (EEAR) in Merzig und war Aufsichtsratsmitglied der Makrolog Content Management AG in Wiesbaden. Zudem gibt er die Onlinezeitschrift JurPC heraus und leitete das Juristische Internetprojekt Saarbrücken.
Von 2008 bis 2010 war Maximilian Herberger Dekan der Rechts- und Wirtschaftswissenschaftlichen Fakultät der Universität des Saarlandes.
Im März 2014 schied Herberger aus dem aktiven Dienst aus.

## Veröffentlichungen (Auszug)
- Dogmatik. Zur Geschichte von Begriff und Methode in Medizin und Jurisprudenz. Frankfurt am Main 1981, Klostermann-Verlag, ISBN 3465014081 (Internetfassung)
- Normstruktur und Normklarheit – Das Beispiel von § 5 Abs. 3 BetrVG. Frankfurt am Main 1983, Metzner-Verlag, ISBN 3787553061 (Internetfassung)